# Otago Rugby Football Union
Die Otago Rugby Football Union (ORFU) ist der Rugby-Union-Provinzverband für die Region Otago auf der Südinsel Neuseelands. Die Verbands- und Trikotfarben sind blau und gelb. Die Auswahlmannschaft des Verbandes in der nationalen Meisterschaft ITM Cup trägt ihre Heimspiele im Forsyth Barr Stadium in Dunedin aus.
Otago hat die neuseeländische Meisterschaft (die frühere National Provincial Championship) zweimal gewonnen. In den Jahren 1935, 1938, 1947–1950 und 1957 war die Mannschaft im Besitz des Ranfurly Shield.
Spieler aus Otago stellen den größten Teil der Mannschaft Highlanders, die in der internationalen Meisterschaft Super Rugby spielt. Aus diesem Grund werden die Heimspiele der Highlanders ebenfalls in Dunedin ausgetragen.

## Erfolge
- 2 Meistertitel der National Provincial Championship: 1991, 1998
- 35 Siege in 74 Spielen um den Ranfurly Shield

## Bekannte ehemalige und aktuelle Spieler
| - James Allan - Tony Brown - Carl Hayman - Byron Kelleher - David Kirk - Josh Kronfeld - Chris Laidlaw | - John Leslie - Laurie Mains - Anton Oliver - Taine Randell - John Timu - Jeff Wilson |

## Angeschlossene Vereine
| - Alexandra RFC - Alhambra Union - Arrowtown RFC - Brighton RFC - Clinton RFC - Clutha Valley RFC - Clyde Earnscleugh RFC - Crescent RFC - Cromwell RFC - Dunedin RFC - Eastern RFC | - Green Island RFC - Harbour RFC - Heriot RFC - Kaikorai RFC - Lawrence RFC - Maniototo RFC - Matakanui Combined RFC - Owaka RFC - Pirates FC - Roxburgh RFC - Southern RFC | - Strath Taieri RFC - Taieri RFC - Tapanui RFC - Telford RFC - Toko RFC - University RFC - Upper Clutha RFC - Wakatipu RFC - West Taieri RFC - Zingari-Richmond |